# 爱沙尼亚语言研究院
愛沙尼亞語言研究院（簡稱EKI）是愛沙尼亞官方的語言研究機構，也是愛沙尼亞語的管理機構，於1993年由愛沙尼亞語言及文學研究所改組而來。其總部位於塔林，現任的研究院主任為特努·田德爾。
愛沙尼亞語言研究院的三個主要工作領域包括語言管理、字典編輯及語言科技，其研究的對象包括以前與當代的愛沙尼亞語書寫系統，以及愛沙尼亞標準語、境內方言、芬蘭-烏戈爾語族的姊妹語言等。

## 簡介
語言研究院的歷史可以追溯到1947年，當時成立的機構稱為語言和文學研究所（KKI）。KKI後來成為EKI下的獨立機構，專注於該國的語言政策和語言管理。

## 外部鏈結
- EKI官方網站 （页面存档备份，存于）
- Eesti kirjakeele normi rakendamise kord （页面存档备份，存于）. Riigi Teataja
- Nimeteadusliku usaldusasutuse määramine （页面存档备份，存于）. Riigi Teataja
- Eesti Keeleressursside Keskus （页面存档备份，存于）